# Bouncy records
bouncy records（バウンシー・レコーズ）は、かつて存在した日本のレコード会社。日本コロムビア出身のプロデューサーがTOKYO LIPS PROを設立し、bouncy recordsに改称した。流通・販売元はポニーキャニオンに委託していた。

## 在籍していたアーティスト

### 邦楽アーティスト
- 清春 （→インディーズ活動を経てavex traxへ移籍）
- 宮川愛

ビーイング制作作品の供給
- organs cafe
- BON BON BLANCO
- Ryu （ZAIN RECORDSへ移籍）